# 大琳
大琳（韓語：대림，?—?），渤海国宗室大臣。大氏。第一代王渤海高王大祚荣之子。第二代王渤海武王大武艺之弟。
仁安七年（726年，唐玄宗开元十四年）大琳的哥哥大门艺反对大武艺攻打黑水靺鞨，逃亡唐朝。仁安十年（729年，唐玄宗开元十七年）八月，奉哥哥大武艺之命朝贡唐朝，和解与唐朝的关系，被唐玄宗封为中郎将，留侍宿卫。但和解并未成功。随后仁安十三年（732年，唐玄宗开元二十年）、仁安十四年（733年，唐玄宗开元二十一年）有唐朝和渤海的冲突。